# Araneus amabilis
Araneus amabilis är en spindelart som beskrevs av Akio Tanikawa 200. Araneus amabilis ingår i släktet Araneus och familjen hjulspindlar. Inga underarter finns listade i Catalogue of Life.

## Bildgalleri

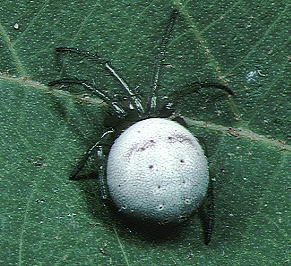
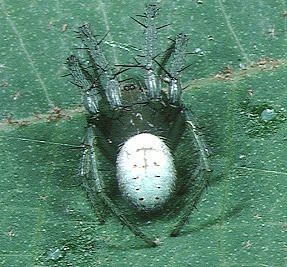
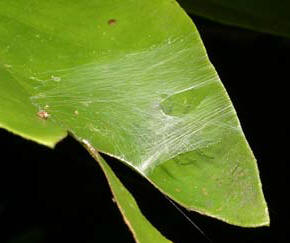
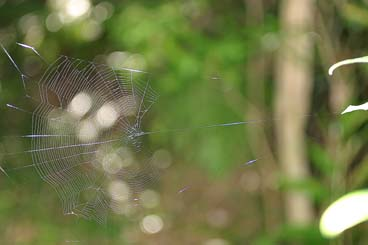